# Мезених
Мезених (њем. Mesenich) општина је у њемачкој савезној држави Рајна-Палатинат. Једно је од 92 општинска средишта округа Кохем-Цел. Према процјени из 2010. у општини је живјело 302 становника. Посједује регионалну шифру (AGS) 7135060.

## Географски и демографски подаци
Мезених се налази у савезној држави Рајна-Палатинат у округу Кохем-Цел. Општина се налази на надморској висини од 95 метара. Површина општине износи 3,0 km². У самом мјесту је, према процјени из 2010. године, живјело 302 становника. Просјечна густина становништва износи 101 становника/km².